# Hermann Eckstein

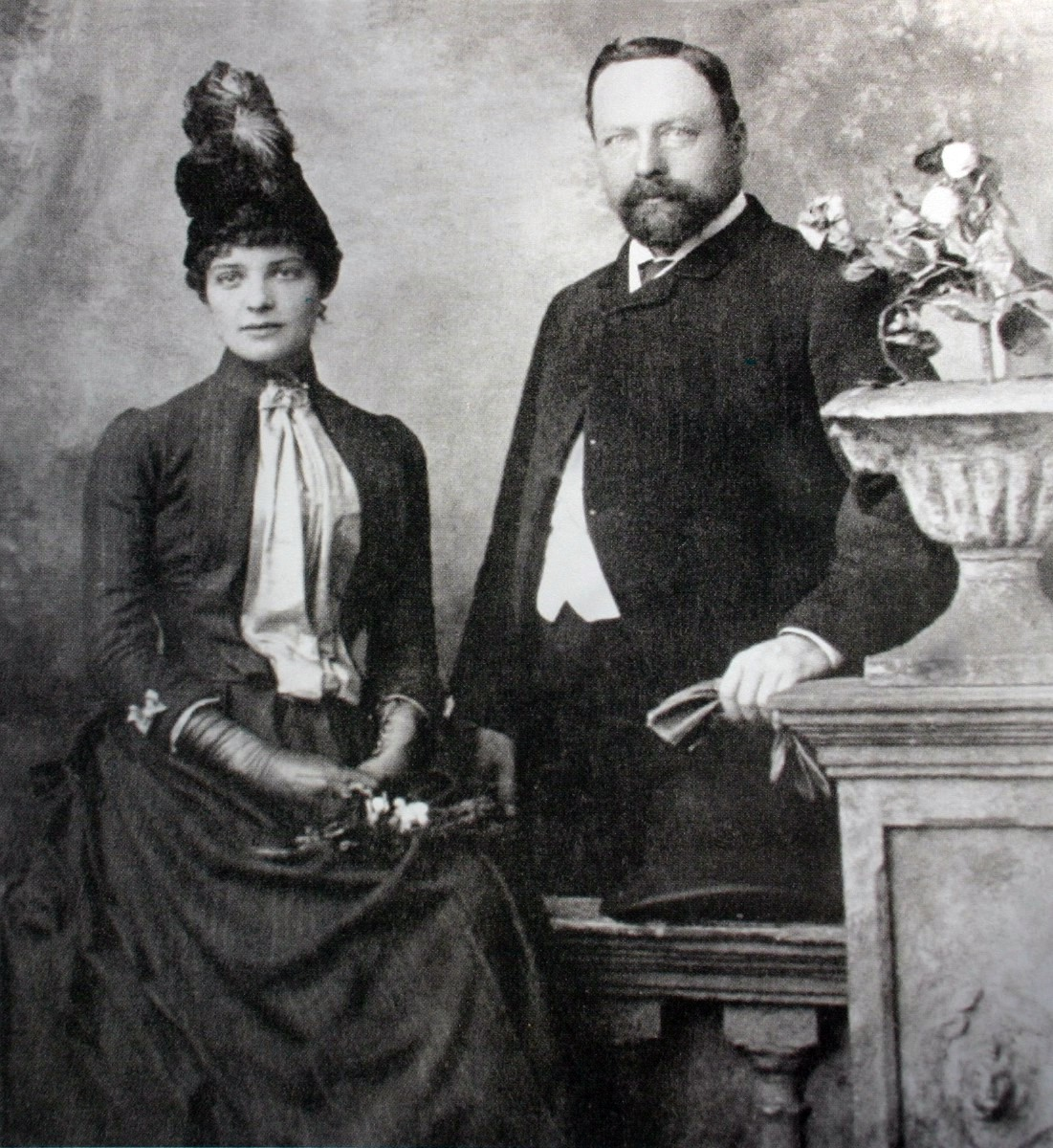
Eckstein mit seiner Ehefrau Minnie (ca. 1880)

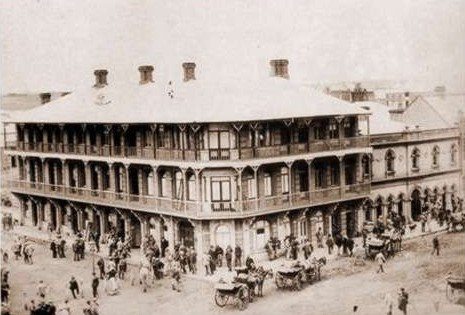
Das zweite Corner House in Johannesburg (ca. 1890)

Hermann Ludwig Eckstein (* 3. Januar 1847 in Hohenheim, Deutschland; † 16. Januar 1893) war ein deutsch-südafrikanischer Bergbau-Magnat und Bankier. 

## Werdegang
Hermann Eckstein war Sohn eines protestantischen Pfarrers und erhielt eine gute Ausbildung. 1882 ging er zu den südafrikanischen Diamant- und Goldfeldern und erwarb sich als findungsreicher Geschäftsführer der Phoenix Diamond Mining Company in Du Toits Pan bei Kimberley rasch einen guten Ruf. Er erregte die Aufmerksamkeit der Unternehmer Julius Wernher und Alfred Beit und wurde 1884 ihr geschäftlicher Partner bei Jules Porgès & Co (später Wernher, Beit & Co). 
1888 gründete Eckstein mit dem Corner House (bezugnehmend auf seinen Namen) sein eigenes Unternehmen mit dem Namen Hermann Eckstein & Co., als Repräsentant von Jules Porgès. Er begründete das South African Chamber of Mines in Johannesburg und war bis 1892 dessen erster Präsident. Er baute die Infrastruktur der Bergwerke entscheidend aus, indem er kompetente Ingenieure beschäftigte, so dass aus bloßem Graben eine etablierte Industrie wurde. Eckstein war an der Entwicklung des Grubentiefbaus beteiligt, als der Tagebau erschöpft war. Am Ende des Jahres 1888 war er für praktisch den gesamten Bergbau im zentralen Witwatersrand verantwortlich und kontrollierte elf der wichtigsten Syndikate. Er spielte eine entscheidende Rolle bei der Gründung der National Bank of the South African Republic. Eckstein war Gründungsmitglied des Rand Club, eines exklusiven Clubs für die Randlords, und erster Präsident des Wanderers' Club.
Eckstein war bestürzt über die wachsende Kluft zwischen den Uitlanders (Ausländer, hauptsächlich Briten und Deutsche) und den Buren, besonders, weil er ein enger Freund des Burenführers Paul Kruger war. 
Ein Jahr vor seinem Tod reiste Eckstein nach England, nachdem ihm eine Partnerschaft mit Wernher und Beit in der Central Mining and Investment Corporation angeboten worden war. Er verließ Johannesburg mit seiner Ehefrau, die mit ihrem vierten Kind schwanger war. Die Geburt des Kindes erlebte er nicht mehr; er starb am 16. Januar 1893 an einem Herzinfarkt.
Das South African Dictionary of National Biography schrieb über ihn: „Eckstein's skill in financial transactions and his unimpeachable integrity made him a respected man in a community where dishonesty was rife.“ (dt. Ecksteins Fähigkeit in finanziellen Angelegenheiten und seine unanfechtbare Integrität machte ihn zu einem respektierten Mann in einer Gemeinschaft voller Unehrlichkeit.)

## Sachsenwald
Beits Unternehmen pflanzte rund drei Millionen Bäume auf einer Fläche von rund fünf Quadratkilometern, ein Gelände, das Eckstein (nach anderen Angaben Eduard Lippert) nach dem Anwesen von Otto von Bismarck Sachsenwald nannte. Heute ist diese Gegend als Saxonwold bekannt, ein Vorort von Johannesburg, in dem sich auch Forest Town sowie der Zoo Lake und der Johannesburger Zoo befinden. Der Wald wurde ein bevorzugter Freizeitort für die wohlhabenden Randlords und ihre Familien.
Zehn Jahre nach Ecksteins Tod schenkten seine früheren Partner einen Teil des Sachsenwalds, der später Herman-Eckstein-Park genannt wurde, der Stadt Johannesburg. Die Schenkungsurkunde war von Julius Wernher, Alfred Beit, Lionel Phillips, Ludwig Breitmeyer, Friedrich Eckstein (seinem Bruder), Charles Rube und Ludwig Wagner unterschrieben.